# GLUT4

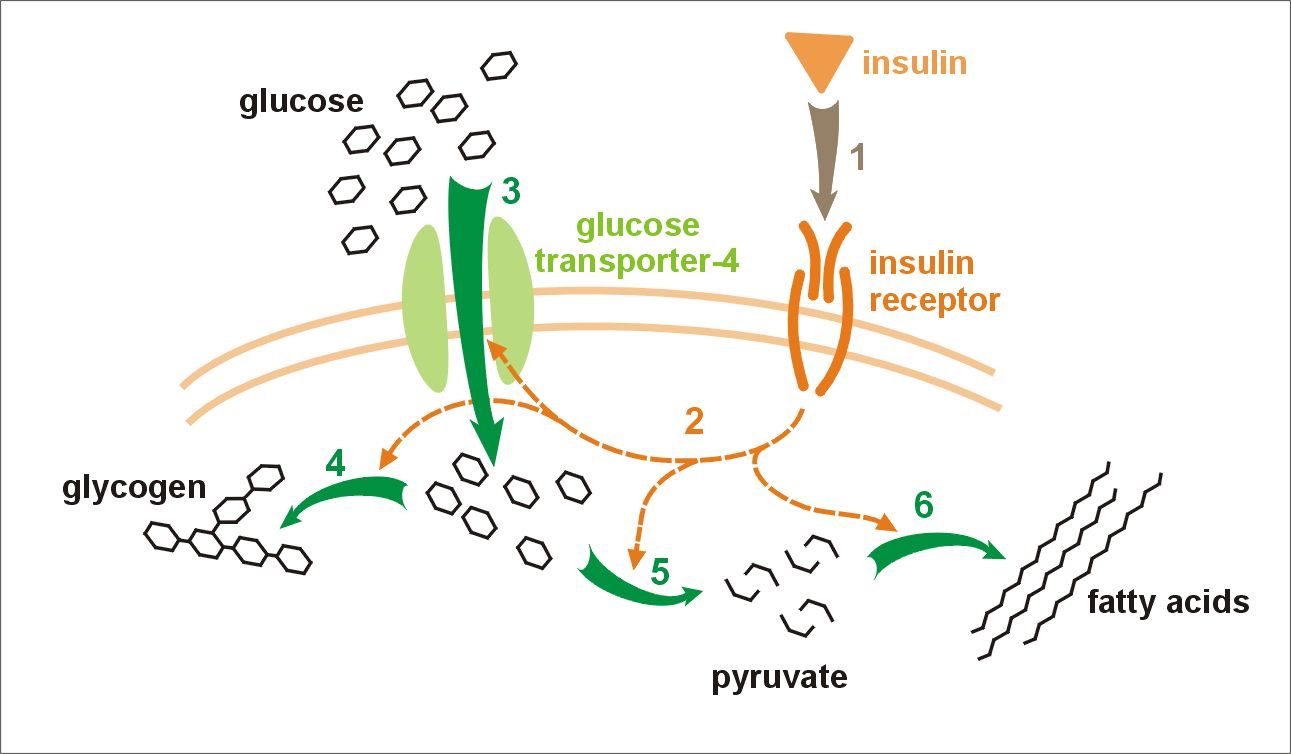
ناقل گلوکوز شمارهٔ ۴

ناقل گلوکوز شمارهٔ ۴ (انگلیسی: Glucose transporter 4) که با نامِ «خانوادهٔ ناقل‌های محلول ۲، عضو شمارهٔ ۴ ناقل‌های تسهیل‌شدهٔ گلوکز» (SLC2A4) هم شناخته می‌شود، یک پروتئین تراپوسته‌ای است که در انسان توسط ژن «SLC2A4» کُدگذاری می‌شود. GLUT4 یک ناقل گلوکوز وابسته به انسولین است که در بافت چربی و عضلات مخطط (ماهیچه اسکلتی و ماهیچهٔ قلب) وحود دارد. نخستین شواهد برای این ناقل خاص در سال ۱۹۸۸ توسط دیوید جیمز ارائه شد و نقشهٔ ژنی آن نیز در سال ۱۹۸۹ میلادی تعیین گردید و دانشمندان توانستند آن را کلون کنند.
این پروتئین سبب می‌شود که گلوکز موجود در خون توسط انتشار تسهیل‌شده به درون بافت چربی و ماهیچه‌های مخطط برود. گلوکز وقتی به درون سلول رسید، به‌سرعت توسط آنزیم گلوکوکیناز (در کبد) و آنزیم هگزوکیناز (در سایر بافت‌های بدن) فسفریله شده و به گلوکز ۶-فسفات مبدل می‌شود و سپس وارد مسیر گلیکولیز شده یا آنکه به شکل گلیکوژن پلی‌مریزه می‌شود. گلوکز ۶-فسفات قادر به ترک سلول نیست و کمک می‌کند تا گرادیانِ غلظت گلوکز حفظ شود و این قند بتواند به راحتی به درون سلول انتشار یابد.